# Национальная валютная ассоциация
Национальная валютная ассоциация (англ. National Foreign Exchange Association (NFEA) of Russia) — ассоциацией созданная для разработки и совершенствования стандартов валютного рынка и денежного рынка в России. Основанная в Москве в 1999 году, ассоциация прекратила действовать в 2015 году в связи с присоединением к СРО «Национальная финансовая ассоциация».
В 2010 году членами Национальной валютной ассоциации являлись 69 финансовых организаций, в том числе
коммерческие банки:
- Сбербанк;
- Внешторгбанк;
- Внешэкономбанк;
- Газпромбанк;
- Альфабанк;
- Банк Москвы;
- JP Morgan;
- ABN AMRO;
- Raiffeisen;
- ING-Eurasia и другие;

валютные биржи, включая ММВБ; 
брокерские фирмы, ассоциации банков и другие организации.